# Pawtucket Motor Carriage Company
Pawtucket Motor Carriage Company war ein US-amerikanischer Hersteller von Automobilen.

## Unternehmensgeschichte
Das Unternehmen wurde 1895 in Pawtucket in Rhode Island gegründet. Es gehörte zur Campbell Machine Company aus der gleichen Stadt. Im Jahr 1897 stellte es einige Automobile her, die als Pawtucket Electric vermarktet wurden. Nach 1898 verliert sich die Spur des Unternehmens.
Außerdem produzierte das Unternehmen zwischen 1895 und 1898 Fahrzeuge für Dey-Griswold & Company.

## Fahrzeuge
Das einzige Modell war ein Elektroauto. Konstrukteur war Harry E. Dey, der vorher schon den Dey-Griswold entwarf. Ein Elektromotor trieb die Fahrzeuge an.